# Castello di Jedburgh

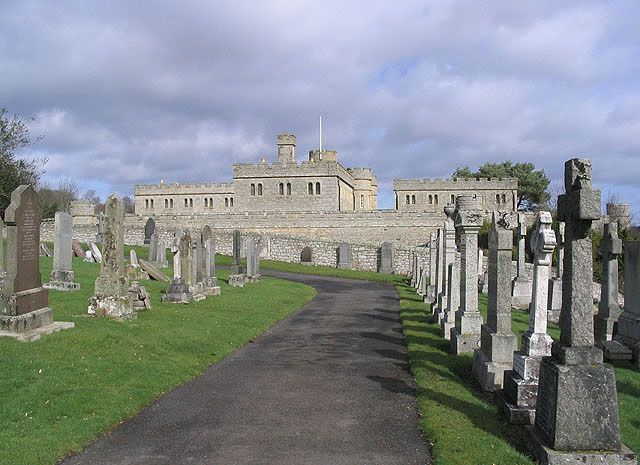
Il castello di Jedburgh e il cimitero circostante

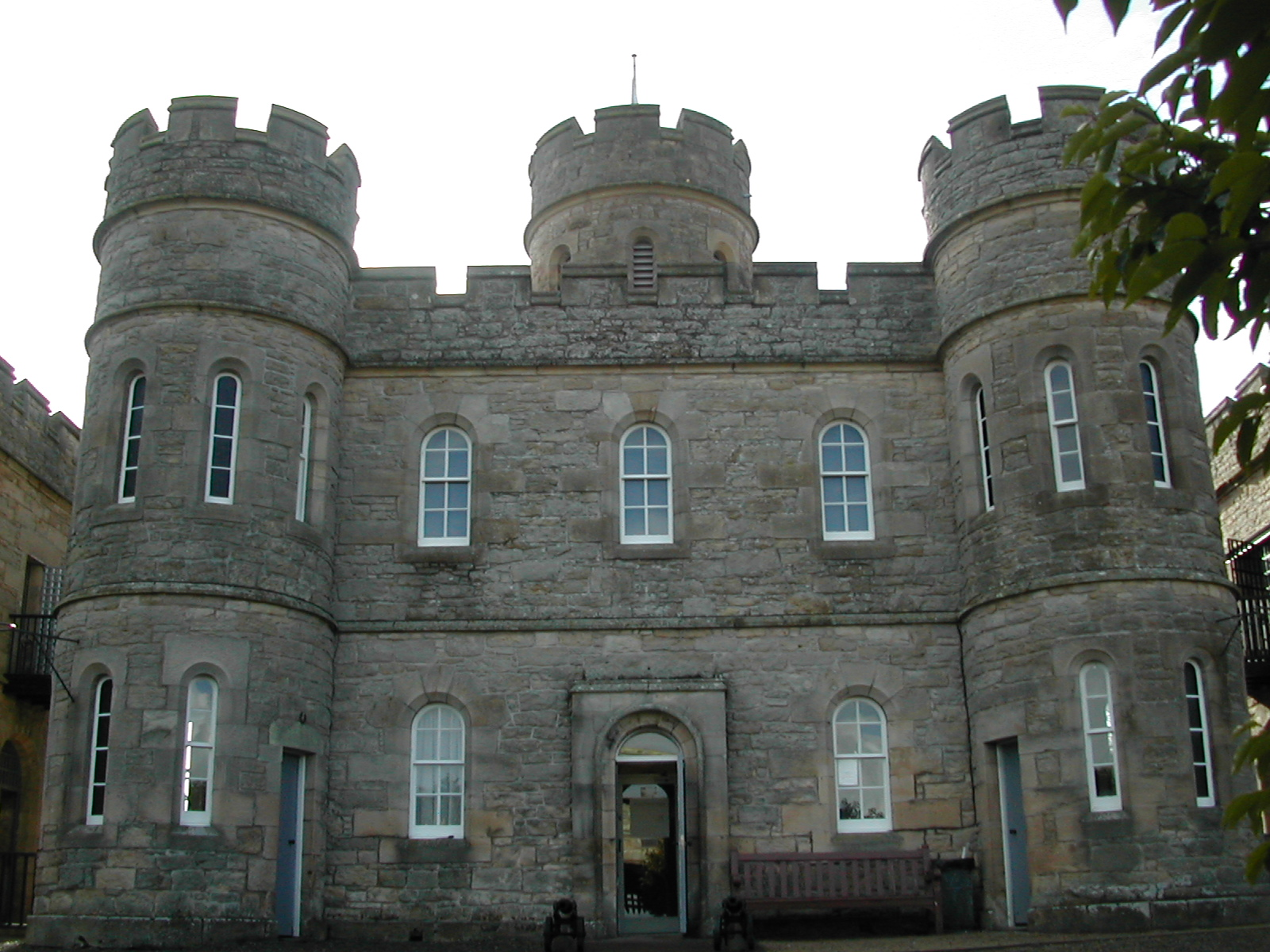
La facciata del castello di Jedburgh

Il castello di Jedburgh (in inglese: Jedburgh Castle) è uno storico edificio del villaggio scozzese di Jedburgh, nell'area degli Scottish Borders (Scozia meridionale), costruito nel 1823 sulle fondamenta di un castello medievale distrutto agli inizi del XV secolo. L'edificio ospita l'unica prigione tuttora esistente in Scozia realizzata secondo la riforma delle carceri voluta dal filantropo John Howard.

## Storia
Nel luogo dove sorge la struttura attuale, si ergeva in origine un motte e bailey risalente al XII secolo e fondata da re Davide I di Scozia. Questa fortezza passò in seguito in mani inglesi nel 1174 e fu ampliata nel 1335.  Nell'originario castello di Jedburgh si sposò nel 1285 re Alessandro III.
La fortezza originaria, ancora in mani inglesi, rimase in piedi fino al 1409, anno in cui ne fu ordinata la distruzione da Murdoch Stewart, l'allora duca di Albany. Nel 1823, nel luogo in cui sorgeva la fortezza originaria, venne costruita una prigione che rispecchiasse la riforma delle carceri voluta da John Howard.  La struttura fu progettata da Archibald Elliot.
La prigione, che nel corso del XIX secolo era considerata la tipologia di carcere-modello e uno dei più moderni dell'epoca, venne poi chiusa nel 1868. Nella seconda metà del XX secolo, la struttura venne restaurata e aperta al pubblico.

## Architettura
Il castello di Jedburgh si trova a Castlewood Road nei pressi del cimitero. Esteriormente l'edificio è strutturato come un castello medievale. Le prigioni all'interno sono invece in stile georgiano.

## Museo
All'interno dell'edificio è ospitato il museo di Jedburgh, che traccia la storia e le tradizioni locali, la vita dei suoi cittadini più illustri, quali David Brewster, Mary Sommerville e James Veitch, nonché la realtà della vita di tutti i giorni in una prigione scozzese del XIX secolo.

## Leggende
Secondo una leggenda, nell'edificio si aggirerebbe il fantasma di Edwin McArthur, un prigioniero giustiziato in loco nel 1855.